# Ictiología

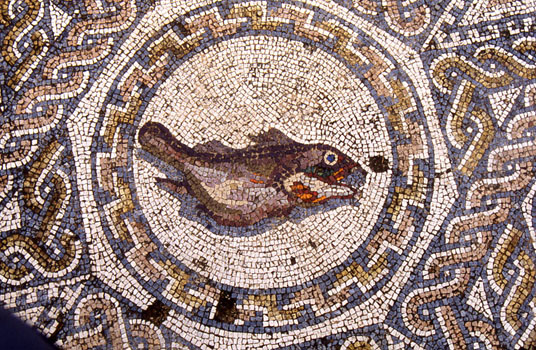
Pez en un mosaico hispanorromano de Emerita Augusta.

La ictiología es una rama de la zoología dedicada al estudio de los peces. Estos se clasifican en tres grandes grupos: los osteíctios (peces óseos), los condrictios (peces cartilaginosos, tales como el tiburón y la raya) y los agnatos (peces sin mandíbula). Hasta febrero de 2022 se habían descrito alrededor de 34 800 especies. Se estima que cada año se identifican 100 especies nuevas de peces.

## Etimología

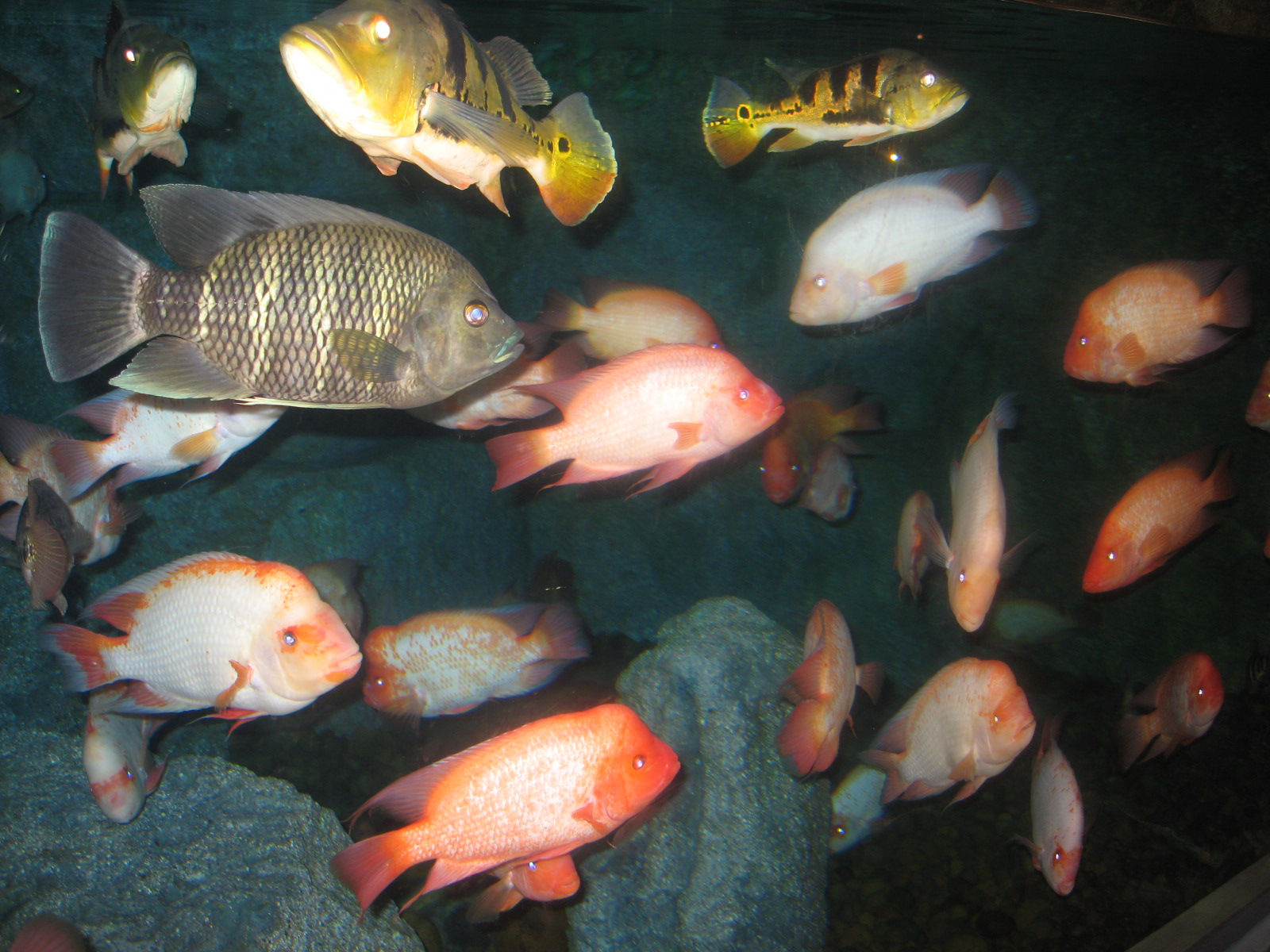
Peces en Mundo Oceánico Siam

La palabra «ictiología» deriva del latín moderno «ichthyologia», que a su vez deriva del griego, y surge como combinación de las palabras ἰχθύς, ichthýs, que significa "pez" y λογος, logos, que significa "estudio".

## Historia

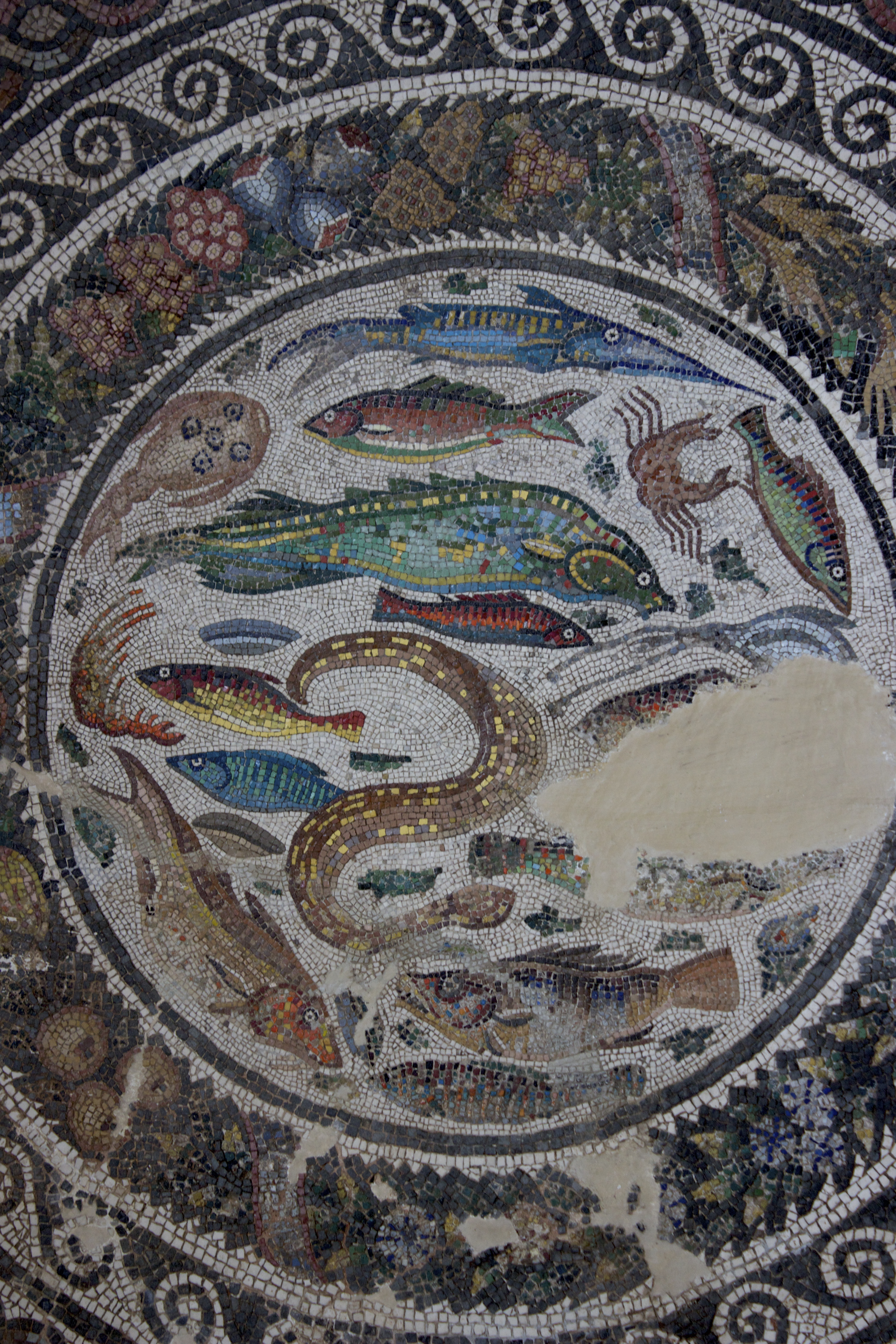
Mosaico romano conservado en el Museo de Santa Cruz de Toledo, España, con diversas especies de animales marinos, seguramente conocidos por su pesca y comercialización.

Los conocimientos vinculados a los peces ya estaban presentes en la antigüedad, cuando los pueblos cazadores-recolectores paleolíticos y mesolíticos incorporaron a su alimentación el producto de la pesca. El ictiólogo profesor Michael Barton señaló:

The earliest ichthyologists were hunters and gatherers who had learned how to obtain the most useful fish, where to obtain them in abundance, and at what times they might be the most available.
Los primeros ictiólogos fueron cazadores y recolectores que habían aprendido cómo obtener los peces más útiles, dónde obtenerlos en abundancia y en qué momentos podrían estar más disponibles.
Michael Barton

La ictiología, como ciencia formal, comenzó con las investigaciones de Aristóteles, quien registró la estructura y hábitos de 115 especies de peces de Grecia. El enfoque de Aristóteles provenía del conocimiento práctico adquirido por los pescadores de la zona, quienes también proporcionaron la nomenclatura a partir de los nombres vulgares con los que conocían las distintas especies. Aristóteles describió las variedades hoy conocidas como Lophius spp., Conger conger, Muraena helena, Anguilla anguilla, Mugil cephalus y varios Thunnus spp, entre otros.
Excepto algunos aportes de Plinio el Viejo, Claudio Eliano y Ateneo, hasta mediados del siglo XVI no se produjeron avances significativos en la disciplina. Los estudiosos que se dedicaron al tema, a menudo introdujeron conocimientos erróneos basados en supersticiones o fábulas.
En 1554 Guillaume Rondelet publicó su Libri de piscibus marinis, in quibus veræ piscium effigies expressæ sunt (Libros sobre los peces marinos, en el que se representan las verdaderas imágenes de los peces), en el que se describen 244 especies marinas, principalmente mediterráneas, y se cuestionan severamente las historias fabulosas reconocidas como ciertas hasta ese momento.
En 1648 Willem Piso publicó póstumamente la obra de Georg Marcgraf Historia naturalis Brasiliae, en la que se describen 100 especies de peces de las costas de Brasil. La obra, con ilustraciones en color, fue la primera en la que se describieron peces fuera del área del Mediterráneo.
En 1686, la Historia Piscium de John Ray y Francis Willughby describía más de 400.
El título de "padre de la ictiología" se le atribuye a Peter Artedi, un estudiante de Linneo que identificó cinco órdenes de peces (incluidos cetáceos) y los dividió en géneros. Artedi se ahogó accidentalmente en un canal de Ámsterdam y Linneo publicó sus manuscritos de forma póstuma.
Durante los siglos XVIII y XIX, una constante corriente de especímenes provenientes de todo el mundo inundaron los museos.
En la década de 1780, Marcus Elieser Bloch publicó Ichthyologia como una serie de volúmenes de láminas y, tras su muerte, su asociado Johann Gottlob Schneider publicaría el M. E. Blochii Systemae Ichthyologiae, describiendo 1519 especies.
En los albores del siglo XIX, Lacepede continuó así, en el campo ictiológico, la obra del Conde de Buffon pero fue  la obra Regne animal distribué d'après son organisation de Georges Cuvier, publicada entre 1817-1830, un paso clave para la clasificación de los peces. Cuvier trabajó con su estudiante Achille Valenciennes para sacar los 22 volúmenes de Histoire Naturelle des Poissons en la década de 1830 -que aunque nunca fue completada, describía 4514 especies.
Albert Günther publicó su Catalogue of the Fishes of the British Museum entre 1859 y 1870, describiendo más de 6800 especies y citando otras 1700.
Se considera como el más grande ictiólogo de principios del siglo XX a David Starr Jordan, que escribió 650 libros y artículos sobre la materia, además de ocupar el cargo de presidente de la Universidad de Indiana y la Universidad de Stanford.

## Celebraciones
Argentina: el 10 de septiembre se celebra el Día de la Ictiología Nacional en honor al naturalista Raúl Adolfo Ringuelet.